# Corrido
Corrido är en ort och kommun i provinsen Como i regionen Lombardiet i Italien. Kommunen hade 831 invånare (2018).